# Rock Brigade
Rock Brigade foi uma revista brasileira especializada em heavy metal, e foi a primeira do país especializada no estilo. A revista teve esse nome devido à canção Rock Brigade, do primeiro disco do Def Leppard, On Through the Night (1980).
A Rock Brigade nasceu como um fã-clube de heavy metal em 1981, passou a ser editada como fanzine em 1982, virou revista mensal na segunda metade dos anos 1980 e foi a revista de música há mais tempo em circulação no Brasil. Na segunda metade da década de 1980 montou também a Rock Brigade Records, que enquanto ativa lançou mais de 350 álbuns.
Em 2003, em um momento de auge, a revista chegou a ter uma tiragem mensal de 60.000 exemplares, com distribuição no Brasil e em Portugal, e em 2002 chegou ao posto de revista de música com maior número de edições publicadas na América Latina.
Seguindo a fórmula da Rock Brigade, durante a década de 1990 surgiu uma segunda leva de revistas segmentadas, como as revistas Backstage, Top Rock, Dynamite (1992), Metalhead (1994) e Roadie Crew (1997).
A partir de 2007 a revista começou a passar por reformulações profundas que culminou em 2008 com a saída de importantes jornalistas como Antonio Carlos Monteiro (ACM) e Ricardo Franzin (RF) e com Fernando Souza Filho (FSF) deixando de escrever e passando a ser apenas editor de arte.
Nos seus últimos anos, antes do falecimento do seu editor chefe, ela deixou de ser imprensa. Atualmente ela existe apenas como site de notícias.